# Helium
Helium is een scheikundig element met symbool He en atoomnummer 2. Het is een kleurloos edelgas.

## Ontdekking
Helium werd in 1868 door de Fransman Pierre Janssen en de Engelsman Norman Lockyer onafhankelijk van elkaar ontdekt. Pierre Janssen bestudeerde het licht van de chromosfeer van de zon tijdens een zonsverduistering die op 18 augustus van dat jaar plaatsvond in Guntur (Brits-Indië), en zag met een spectroscoop op een golflengte van 587,49 nm een emissielijn van een tot dan toe onbekend element. Norman Lockyer ontdekte de lijn in spectrum van de zon op 20 oktober, maar beiden publiceerden hun ontdekking op dezelfde dag. 
Edward Frankland bevestigde de waarnemingen van Janssen en was degene die voorstelde om het element naar de zon te noemen. Hij stelde het achtervoegsel -ium voor, omdat hij verwachtte dat het element een metaal zou zijn. Toen het element in 1895 door Sir William Ramsay uit cleviet werd gewonnen bleek het geen metaal te zijn, maar de naam werd niet aangepast. De Zweedse chemici Nils Langlet en Per Theodor Cleve voerden onafhankelijk van Ramsay ongeveer gelijktijdig hetzelfde experiment uit.
In het jaar 1907 toonden Ernest Rutherford en Thomas Royds aan dat alfadeeltjes niets anders waren dan heliumkernen. In 1908 lukte het de Nederlandse natuurkundige Heike Kamerlingh Onnes als eerste om helium vloeibaar te maken door het gas tot 0,9 kelvin af te koelen. Hij werd hiervoor met een Nobelprijs onderscheiden. Zijn leerling Willem Keesom, die hem inmiddels als directeur van het laboratorium was opgevolgd, lukte het in 1926 als eerste helium onder hoge druk in vaste vorm om te zetten.

## Toepassingen

### Ballonnen
Helium is veel lichter dan lucht. Het wordt daarom vaak gebruikt als vulmiddel voor ballonnen en luchtschepen. Helium verdient de voorkeur boven waterstof, dat weliswaar lichter is, maar zeer brandbaar. Het stijgvermogen van helium is 93% van dat van waterstof. Helium is wel veel kostbaarder dan waterstof, doordat het moeilijker te winnen is. Bovendien kan het niet met de cascademethode vloeibaar gemaakt worden, waardoor het duur in het gebruik is, bijvoorbeeld bij transport.

### Koelmiddel
Doordat helium het laagste smelt- en kookpunt heeft van alle elementen is het een zeer geschikt koelmiddel voor veel toepassingen die extreem lage temperaturen behoeven, zoals supergeleidende magneten, cryogeen onderzoek en kernreactoren. In vloeibare vorm wordt het gebruikt bij MRI-scans in de medische sector, als koeling voor de supergeleidende elektromagneten.

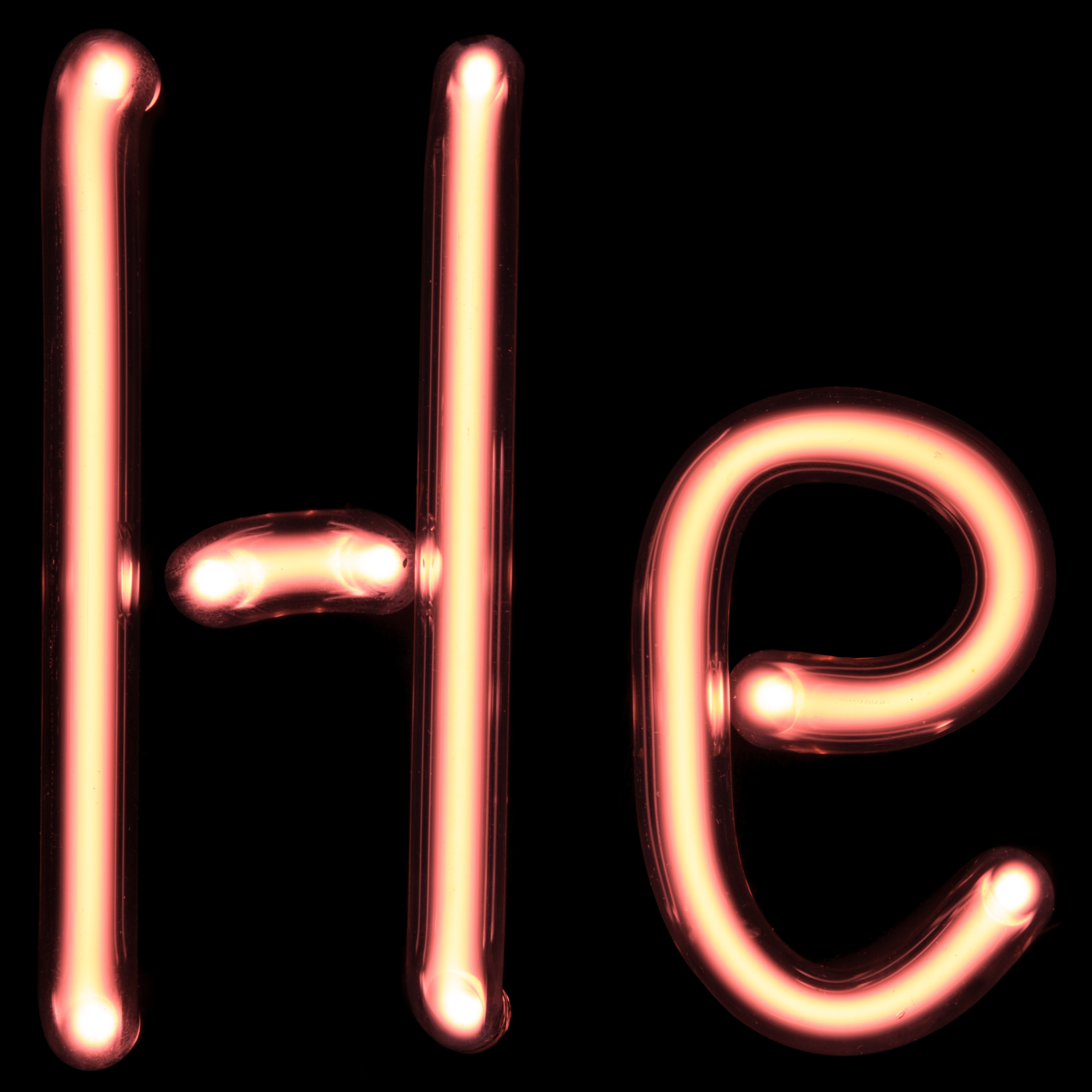
Gasontladingslamp gevuld met helium

### Diepzeeduiken
Diepzeeduikers ademen vaak een mengsel van helium en zuurstof in, mede omdat zuurstof bij hogere omgevingsdruk giftig is en stikstof onder hoge druk kan leiden tot stikstofnarcose en caissonziekte. Door een deel van de stikstof te vervangen wordt het narcotisch effect beperkt. De lage dichtheid van helium zorgt verder voor een afname van de viscositeit van het ademmengsel waardoor het makkelijker adembaar is bij hoge omgevingsdruk. Helium is een goede thermische geleider, dit geeft extra warmteverlies.
Helium kan net als stikstof caissonziekte veroorzaken. Mede in verband met de stijgende prijs van helium wordt er steeds vaker gedoken met een zgn rebreather.

### Overige
Van de chemische inertie wordt gebruikgemaakt bij toepassing als draaggas in de gaschromatografie, als beschermgas bij booglassen en als gas waarin silicium- en germaniumkristallen kunnen aangroeien.
Tot het scala van toepassingen behoort ook het gebruik in gasontladingslampen waar het voor een goudgeel licht zorgt. Vanwege het kleine molecuul wordt het gebruikt voor lektesten, bijvoorbeeld van drukvaten. Het vat wordt dan onder druk gezet met helium, waarna in een stikstof-omgeving het aantal heliumatomen wordt gemeten; zijn die er niet, dan is het vat lekdicht. Bij raketaandrijving wordt een gas gebruikt om de ruimte in de brandstoftank te vullen die vrijkomt door het verbruik van de brandstof. Indien daarvoor helium gebruikt wordt, dan komt dat uit een houder met vloeibaar helium onder hoge druk. Verder wordt het gas toegepast in supersonische windtunnels.

## Winning / productie
Helium wordt gewonnen uit aardgas, dat vaak bij de winning een gasmengsel met ongeveer 1 volumeprocent helium is. In 2016 is bij het Rukwameer in Tanzania een grote voorraad helium in de bodem ontdekt.
De vorming van helium uit waterstof, een kernfusiereactie waarbij zeer veel energie vrijkomt, vormt de basis van de energie van sterren maar ook die van de waterstofbom. Helium kan gesynthetiseerd worden door lithium of boor met zeer snelle protonen te beschieten. Dit komt doordat er bij radioactief verval α-straling vrijkomt, wat heliumkernen zijn.

## Opmerkelijke eigenschappen
Helium is een kleurloos en reukloos edelgas en heeft een extreem laag kookpunt (4,2 K), het laagste van alle elementen. Het is in de meeste omstandigheden chemisch inert. Het is na waterstof het meest voorkomende element in het universum. Helium bestaat uit losse atomen.
De specifieke warmte van helium is erg hoog, en heliumdamp is erg compact, maar zet snel uit bij hogere temperatuur. De kritische temperatuur van helium is slechts 5,19 K. De fasendiagrammen van 3He en 4He zijn totaal verschillend. Helium is het enige element dat bij normale druk niet in een vaste stof overgaat beneden een bepaalde temperatuur. 4He kan alleen onder hoge druk (minimaal 2,6 MPa) vast worden gemaakt. Vast 3He en 4He hebben de unieke eigenschap dat hun volume onder nog meer druk met meer dan 30% kan afnemen. Bij temperaturen beneden 1 K is 2,6 MPa voldoende om helium vast te maken. Bij hogere temperaturen loopt dat snel op. Zo is er bij 15 K al een druk van rond 100 MPa voor nodig, en bij kamertemperatuur zelfs zo'n 20 GPa.
Vast 4He komt in drie verschillende kristalstructuren voor. Bij relatief lage druk neemt 4He een hexagonale dichtste stapeling aan. Bij een temperatuur van ongeveer 2 K is er een klein gebied waar 4He een kubisch ruimtelijk gecentreerde structuur aanneemt. Bij extreem hoge druk komt de derde vorm voor, een kubisch vlakgecentreerde structuur. Vast 3He neemt een kubisch ruimtelijk gecentreerde structuur aan, met een spinordeningsovergang bij ongeveer 1 mK.
Helium is een edelgas en als zodanig in vrijwel alle omstandigheden chemisch inert, maar wanneer helium gebombardeerd wordt met elektronen kan het verbindingen aangaan met wolfraam, jodium, fluor, zwavel en fosfor. Van alle gassen lost helium het slechtst op in water.
Helium-3 is het product van radioactief verval van tritium. Het edelgas stapelt zich soms ook op in kernreactoren. In de moderne W88 kernkoppen van de Verenigde Staten werd daarom een filter, waarschijnlijk van palladium, ingebouwd om de verontreiniging van de tritium in de "primary", de eerste fase van de ontsteking van deze waterstofbom te voorkomen. In de Verenigde Staten heeft een verontreiniging met helium tot "fizzles" geleid. Dat houdt in dat de neutronen van een kernsplitsing tijdens de ontploffing door helium worden geabsorbeerd. Dan zijn er niet genoeg neutronen beschikbaar om het reservoir met lithium-6 - deuterium te bombarderen. De bom haalt dan maar een fractie van de beoogde explosieve kracht. De Amerikaanse codenaam van het zeer geheime filter is "Terrazo".

## Natuurlijke verschijningsvorm
Helium is na waterstof het meest voorkomende element in het Heelal. Sterren en gasreuzen bevatten een aanzienlijk aandeel helium. In sterren wordt helium gevormd uit waterstof. Dit is de belangrijkste energiebron van de Zon. Bij een zonnestorm wordt een relatief kleine hoeveelheid helium weggeblazen.
Helium komt in de aardatmosfeer in zeer kleine hoeveelheden (1 op 200.000 moleculen) voor: het wordt op aarde geproduceerd als bijproduct van radioactief verval van de actiniden 238U en 232Th. Met name geldt dit voor de mineralen die veel uranium en thorium bevatten, zoals clevieten, pekblende, kartoniet, monaziet en beril; het wordt in deze mineralen uit zware elementen gevormd door radioactief verval in de vorm van alfadeeltjes. Het helium kan uit deze mineralen gewonnen worden. Ook komt het voor in sommige mineraalwaters (met name in IJsland) en in vulkanische gassen, en in sommige natuurlijke gasreserves (onder andere in de Verenigde Staten), waaruit het meeste commerciële helium gewonnen wordt.
Helium is via spectroscopie in grote hoeveelheden aangetoond, met name in sterren. Het speelt een belangrijke rol in de proton-protoncyclus en de koolstof-stikstofcyclus, waar sterren een groot deel van hun energieproductie aan ontlenen.

## Superfluïditeit
De isotoop 4He van helium komt in de vloeibare fase in twee vormen voor: 4He I en 4He II. Helium I is een gewone vloeistof, maar helium II is een superfluïde vloeistof. Dit effect is bij 4He gebaseerd op de zogenaamde Bose-Einsteincondensatie, waarbij steeds meer moleculen naar hetzelfde energieniveau kunnen afdalen. Een superfluïde vloeistof heeft een viscositeit van 0 en is daardoor met geen enkele andere substantie te vergelijken. Als de temperatuur beneden het lambdapunt komt, verandert helium I abrupt in helium II. Bij 4He ligt het lambdapunt op 2,174 K.
Aangezien de transformatie van He I in He II een continue faseovergang is, zonder latente warmte bij het lambdapunt, kunnen He I en He II niet naast elkaar bestaan.
Helium was een van de eerste stoffen waarbij een kwantummechanisch effect op macroscopisch niveau werd waargenomen.
De 3He isotoop heeft twee superfluïde fasen, beide bij temperaturen lager dan 2,6 mK - slechts enkele duizendsten van een graad boven het absolute nulpunt. Anders dan 4He-atomen, die bosonen zijn, hebben 3He-moleculen een oneven aantal protonen + neutronen en zijn dus fermionen, zodat zij zich volgens de Fermi-Diracstatistiek gedragen.

## Isotopen
| Nuclide | Z (p) | N (n) | Isotopische massa (u) | Halveringstijd  | Verval                    | VE           | VP      | Kernspin | Isotopische verhouding (molfractie) | Natuurlijk voorkomen (molfractie) |
| ------- | ----- | ----- | --------------------- | --------------- | ------------------------- | ------------ | ------- | -------- | ----------------------------------- | --------------------------------- |
| 3He     | 2     | 1     | 3,016 0293 191(26)    | stabiel         | stabiel                   | stabiel      | stabiel | 1/2+     | 1,34(3)×10−6                        | 4,6×10−10-4,1×10−5                |
| 4He     | 2     | 2     | 4,002 603 254 15(6)   | stabiel         | stabiel                   | stabiel      | stabiel | 0+       | 0,999 998 66(3)                     | 0,999 959-1                       |
| 5He     | 2     | 3     | 5,012 22(5)           | 700(30)×10−24 s | n                         | 0,60(2) MeV  | 4He     | 3/2−     |                                     |                                   |
| 6He     | 2     | 4     | 6,018 889 1(8)        | 806,7(15) ms    | β− (99,99%)               |              | 6Li     | 0+       |                                     |                                   |
| 6He     | 2     | 4     | 6,018 889 1(8)        | 806,7(15) ms    | β−, splijting (0,000 28%) |              | 4He, 2H | 0+       |                                     |                                   |
| 7He     | 2     | 5     | 7,028 021(18)         | 2,9(5)×10 −21 s | n                         |              | 6He     | (3/2)−   |                                     |                                   |
| 8He     | 2     | 6     | 8,033 922(7)          | 119,0(15) ms    | β− (83,1%)                |              | 8Li     | 0+       |                                     |                                   |
| 8He     | 2     | 6     | 8,033 922(7)          | 119,0(15) ms    | β−, n (16,0%)             |              | 7Li     | 0+       |                                     |                                   |
| 8He     | 2     | 6     | 8,033 922(7)          | 119,0(15) ms    | β−, splijting (0,9%)      |              | 5He, 3H | 0+       |                                     |                                   |
| 9He     | 2     | 7     | 9,043 95(3)           | 7(4)×10−21 s    | n                         | 0,10(6) MeV  | 8He     | 1/2−     |                                     |                                   |
| 10He    | 2     | 8     | 10,052 40(8)          | 2,7(18)×10−21 s | 2n                        | 0,17(11) MeV | 8He     | 0+       |                                     |                                   |

De meest voorkomende heliumisotoop is 4He, dat een kern heeft die uit twee protonen en twee neutronen bestaat. Dit is een ongebruikelijk stabiele nucleaire configuratie doordat de kern een volle schil heeft met een zogenaamd magisch aantal kerndeeltjes.
Veel zwaardere kernen vervallen door emissie van een 4He-kern, een proces dat alfaverval wordt genoemd. Heliumkernen worden daarom ook wel alfadeeltjes genoemd. Een groot deel van het op aarde aanwezige helium is zo ontstaan. Een tweede heliumisotoop, 3He, heeft slechts 1 neutron. Er zijn ook zwaardere isotopen, maar deze zijn radioactief. 3He komt op Aarde relatief minder voor, doordat verval van zwaardere elementen alleen 4He produceert en atmosferisch helium relatief snel naar het heelal weglekt. De verhouding tussen de twee isotopen (3He/4He) is in de Zon (gemeten in de zonnewind) ongeveer vier keer zo hoog als in meteorieten en 300 keer zo hoog als in de aardatmosfeer.
In de geochemie wordt de verhouding 3He/4He gebruikt om de oorsprong van lava en magma te bepalen. Het idee is dat de bovenmantel door convectiestroming alle oorspronkelijk erin aanwezige gassen is kwijtgeraakt, maar dat de ondermantel nog relatief veel van de uit de Zonnenevel afkomstige 3He bevat. Lava's en magma's met een hogere 3He/4He, zoals bij hotspotvulkanisme voorkomen, worden verondersteld uit een relatief ongemengd reservoir afkomstig te zijn. Het vermoeden is dat dit reservoir zich in de D"-laag of nabij de kern-mantelgrens bevindt. Dat betekent dat deze magma's afkomstig zijn van relatief veel grotere diepte dan gebruikelijk.
Volgens de Oerknaltheorie werden 3He en 4He beide in grote hoeveelheden gevormd in oerknal-nucleosynthese tijdens de Oerknal.

## Ionen
| Oxidatiegetal | Toelichting                                                                |
| ------------- | -------------------------------------------------------------------------- |
| 0             | Vrij element, komt als zodanig in kleine hoeveelheden voor in de atmosfeer |

## Toxicologie en veiligheid
Helium is inert en dus zelf niet giftig. Wel kan helium in een afgesloten ruimte de aanwezige zuurstof verdringen en daarmee leiden tot verstikking (hypoxie).
Vaten gevuld met helium in gasvorm, die bij 5 tot 10 K opgeslagen worden, moeten behandeld worden alsof ze vloeibaar helium bevatten in verband met de grote toename in druk wanneer het gas tot kamertemperatuur wordt verwarmd.
Helium ·
neon ·
argon ·
krypton ·
xenon ·
radon ·
oganesson